# A Very Potter Sequel
A Very Potter Sequel je druhým z řady muzikálů, které parodující příběh Harryho Pottera od J. K. Rowlingové. Muzikál zinscenovali Team StarKid.
Hudbu a text k hudbě složil Darren Criss a příběh napsali Matt Lang, Nick Lang a Brian Holden. A Very Potter Sequel má milióny zhlédnutí na serveru YouTube a stal se velmi populárním.

## Děj
Děj navazuje na konec A Very Potter Musical, kdy je postava Voldemorta zničena a Lucius Malfoy přichází s obracečem času. Děj se odehrává do prvního roku Harryho v Bradavicích, ve škole čar a kouzel, kde se ho Lucius Malfoy a skupina tzv. smrtijedů snaží zabít. Harrymu navíc vše komplikuje příjezd Dolores Umbridgeové, zlé čarodějky z ministerstva kouzel, která nastupuje do funkce ředitele školy.

## Postavy a obsazení
| Herec/Herečka                    | Postava             |
| -------------------------------- | ------------------- |
| Darren Criss                     | Harry Potter        |
| Joey Richter                     | Ron Weasley         |
| Bonnie Gruesen                   | Hermiona Grangerová |
| Lauren Lopez                     | Draco Malfoy        |
| Jaime Lyn Beatty                 | Rita Holoubková     |
| Joe Walker                       | Dolores Umbridgeová |
| Dylan Saunders                   | Albus Brumbál       |
| Brian Rosenthal                  | Seamus Finnigan     |
| Joe Moses                        | Severus Snape       |
| Britney Coleman                  | Dean Thomas         |
| Tyler Brunsman                   | Lucius Malfoy       |
| Devin Lytle                      | Cho Changová        |
| Richard Campbell                 | Neville Longbottom  |
| Julia Albain                     | Vincent Crabbe      |
| Brian Holden                     | Remus Lupin         |
| Nicholas Joseph Strauss-Matathia | Sirius Black        |
| Corey Dorris                     | Yaxley              |
| Arielle Goldman                  | Lily Potterová      |
| Nick Lang                        | Peter Pettigrew     |

## Písně z muzikálu

### První dějství
- "Not Over Yet" – Lucius Malfoy, smrtijedi
- "Harry Freakin' Potter" – Ron Weasley, Rita Holoubková, Harry Potter, lidé z nástupiště 9¾
- "To Have a Home" – Harry Potter
- "Hermione Can't Draw" – nebelvírští a zmijozelští hráči famfrpálu
- "Lupin Can't Sing" – nebelvírští a zmijozelští hráči famfrpálu
- "The Coolest Girl" – Hermiona Grangerová
- "Gettin' Along" – Albus Brumbál, Dolores Umbridgeová
- "Let the Games Begin" – nebelvírští a zmijozelští hráči famfrpálu
- "Those Voices" – Harry Potter, Sirius Black, James Potter, Lily Potterová

### Druhé dějství
- "Guys Like Potter" – Lucius Malfoy, Severus Snape
- "Stutter" – Dolores Umbridgeová
- "No Way" – Harry Potter, Draco Malfoy, Ron Weasley, Hermiona Grangerová
- "Days of Summer" – Harry Pottev, Ron Weasley, Hermiona Grangerová, Draco Malfoy, všichni v Bradavicích
- "Goin' Back to Hogwarts" – všichni z kouzelnického světa (také zpívané v A Very Potter Musical)

## Vznik
Vznik A Very Potter Sequel byl stejný jako u A Very Potter Musical. Některé písně, které byly použity v představení, měl už Darren Criss předem napsané. Píseň "Guys Like Potter" byla původně napsána o kamarádu Peterovi, zatímco píseň "Days of Summer" měla být použita v jejich webovém seriálu Little White Lie. Ostatní písně byly napsány speciálně pro představení a Darren Criss je napsal v rozmezí jednoho měsíce.

## Nominace
V roce 2010 byl A Very Potter Sequel nominován na Mashable Award za nejlepší webové video.